# Judenpogrom
Mit Judenpogrom bezeichnet man ein gegen Juden gerichtetes Pogrom, in dessen Folge Juden beraubt, enteignet, vertrieben und auch getötet wurden.

## Geschichte

### Mittelalter
Die ersten größeren Judenpogrome im mittelalterlichen Europa wurden im islamisch geprägten, maurischen Teil der Iberischen Halbinsel ausgeführt. Im Laufe der Belagerung und Plünderung Córdobas durch die Berber wurden 1011 etwa 2000 Juden umgebracht. Eine noch größere Zahl jüdischer Opfer gab es 1033 im nordafrikanischen Fès, wo die Berber unter Tamim mehr als 6000 Juden töteten, ihre Frauen versklavten und ihren Besitz an sich brachten. Beim Massaker von Granada 1066 fielen etwa 4000 Juden einem muslimischen Mob zum Opfer.
In Mitteleuropa kam es zu ersten großen Judenverfolgungen zur Zeit des Ersten Kreuzzugs (1096–1099). Am 27. November 1095 hatte Urban II. die Christen auf der Synode von Clermont zum Kreuzzug ins Heilige Land aufgerufen. Die Kreuzfahrer sollten die dort ansässigen Muslime vertreiben und in Jerusalem die den Christen heiligen Stätten in Besitz nehmen. Vor allem die reichen jüdischen Gemeinden wurden Opfer der unorganisierten Kreuzfahrer aus Frankreich und aus dem westdeutschen Raum. Dem eigentlichen Kreuzzug der Ritter ging im Frühjahr 1096 der Volks- oder Bauernkreuzzug voraus. Die daran Beteiligten beschlossen zunächst die Juden, die ebenso wie die Muslime als Feinde des Christentums betrachtet wurden, aus den eigenen Territorien zu vertreiben und sich deren Besitz anzueignen. Die im Rheinland ansässigen Juden wurden von den etwa 15.000 Teilnehmern des Bauernkreuzzuges, die sich dort längere Zeit aufhielten, überrannt und vor die Wahl „Taufe oder Tod“ gestellt. Tausende, die nicht zum Christentum konvertieren wollten, wurden erschlagen. In Speyer, Worms und Mainz kam es zu den ersten großen Judenpogromen des Abendlandes. Allein in Mainz ermordete ein wilder Haufen unter Führung des Grafen Emicho von Leiningen 700 Juden, die im burgartigen Bischofspalast Schutz gesucht hatten. Die Täter zog Kaiser Heinrich IV. später zur Rechenschaft. Das Kreuzzugsheer unter Führung von Walter ohne Habe und Peter dem Eremiten erreichte Konstantinopel im Sommer 1096, um von dort aus über Anatolien weiter nach Jerusalem zu ziehen. Die etwa 25.000 Kreuzfahrer ließ der byzantinische Kaiser Alexios I. Komnenos am 6. August 1096 über den Bosporus nach Kleinasien übersetzen. Dort wurden die militärisch unerfahrenen Kreuzfahrer von der Reiterei der Seldschuken aufgerieben; nur wenige überlebten. Die Kreuzritterheere selbst brachen erst im Herbst 1096 zum Kreuzzug in das „Heilige Land“ auf. Nach der Eroberung Jerusalems (1099) verübten die Ritter des Kreuzfahrerheeres nicht nur ein Massaker unter den muslimischen Einwohnern der „Heiligen Stadt“, sondern ermordeten auch alle Mitglieder der jüdischen Gemeinde von Jerusalem. Sie erließen ein Gesetz, das Juden und Muslime zukünftig aus der Stadt verbannte.
Im Spätmittelalter kam es im deutschsprachigen Raum ausgehend von der Region Franken zu überregionalen Judenpogromen. Während des „Rintfleischpogroms“ (1298) wurden unter Führung des fränkischen Edelmannes Rintfleisch und während der Armledererhebung (1336–1338) unter Führung eines Raubritters, der sich „König Armleder“ nennen ließ, zahlreiche jüdische Gemeinden ausgelöscht.
Besonders schlimm waren die sogenannten „Pestpogrome“ während der Pestwelle in den Jahren 1348 bis 1353. Den Juden wurde vorgeworfen, die Brunnen vergiftet zu haben, um alle Christen zu ermorden. Dieser Glaube wurde dadurch befeuert, dass die Juden nicht in dem Maße von der Epidemie betroffen waren wie die übrige Bevölkerung; Grund dafür waren die von ihnen praktizierten, rituellen Reinheitsvorschriften. Die Juden waren meist im Zins- und Wechselgeschäft oder als Pfandleiher tätig. Den Christen dagegen war der „Wucher“ – das Verleihen von Geld gegen Zinsen – wegen des von der Katholischen Kirche erlassenen Zinsverbots nicht gestattet; Juden durften nur untereinander keine Geldgeschäfte tätigen. Nach Judenpogromen und Vertreibungen wurden die von ihnen einbehaltenen Schuldscheine meist für ungültig erklärt. Die Pogrome führten dazu, dass danach kaum noch Juden in Mitteleuropa existierten.

### Frühe Neuzeit
Im ausgehenden Spätmittelalter kam es im Osten des Heiligen Römischen Reiches zu Judenpogromen. 1492 wurden in Mecklenburg im Sternberger Hostienschänderprozess 27 Juden zum Feuertod verurteilt. Sie starben vor den Toren der Stadt Sternberg auf dem Scheiterhaufen. Danach wurden alle im Land ansässigen Juden vertrieben. Erst 1679 durften sich wieder Juden im Land ansiedeln.
1510 folgte die Mark Brandenburg dem Mecklenburger Beispiel. Im Ergebnis des Berliner Hostienschänderprozesses wurden 39 Juden auf dem Scheiterhaufen verbrannt und zwei weitere – diese waren durch Taufe zum Christentum übergetreten – enthauptet. Alle anderen mussten, nachdem sie Urfehde geleistet hatten, das Land verlassen.
Zu einer weiteren Welle organisierter Pogrome kam es während der Rückeroberung der Iberischen Halbinsel durch die benachbarten christlichen Königreiche. Die Reconquista begann 718 und endete im Jahr 1492 mit der Eroberung des Emirats von Granada als letzten muslimischen Herrschaftsbereich auf der Iberischen Halbinsel. Noch im selben Jahr wurde das Alhambra-Edikt erlassen, in dem verfügt wurde, alle Juden aus den Territorien der spanischen Krone zu vertreiben. Ausgenommen davon waren Conversos, zum Christentum übergetretene Juden.
In der Zeit der Reformation zwischen 1517 und 1648 waren Judenpogrome im Heiligen Römischen Reich wesentlich seltener, obwohl der Reformator Martin Luther selbst eine Streitschrift gegen die Juden ausgestellt hatte, in der er Judenpogrome, Vertreibungen und Verbrennungen von Synagogen forderte.
Im Zuge ihres von Bohdan Chmelnyzkyj angeführten Aufstandes 1648 und 1649 verübten die Kosaken Pogrome in der Ukraine, die damals unter der Herrschaft des Königreiches Polen-Litauen stand. Dabei wurden, so eine neuere Berechnung, etwa 18.000 bis 20.000 Juden umgebracht, etwa die Hälfte der damals in der Ukraine lebenden Juden (Rotruthenien dabei nicht mitgerechnet). Ältere Schätzungen nehmen eine noch höhere Opferzahl an. „Die Grausamkeit der Kosaken setzte grauenerregende Vorbilder in die Welt.“ Viele jüdische Gemeinden, so berichten die Chroniken, gab es nach den Pogromen nicht mehr. Zahlreiche Juden (möglicherweise mehr als 1000) konvertierten zur Russisch-Orthodoxen Kirche, um ihr Leben zu retten. Mindestens 3000 Juden verkauften die Kosaken als Sklaven in das Osmanische Reich. Das Trauma der 1648 und 1649 erlittenen Pogrome prägte das kollektive Gedächtnis der Juden in Osteuropa über Jahrhunderte.

### 19. und frühes 20. Jahrhundert
1819 fanden, beginnend in Würzburg, in mehreren Städten des Deutschen Bundes antijüdische Ausschreitungen, die sog. Hep-Hep-Krawalle, statt.
Im Ansiedlungsrayon des Russischen Kaiserreichs kam es nach der Ermordung Alexanders II. 1881 zu mehreren Wellen von Judenpogromen. Juden wurden als Träger der Modernisierung, die die antikapitalistischen Täter ablehnten, stigmatisiert, als Träger westlicher Reformideen und als „Schmarotzer“. Nachdem es von 1884 bis 1902 eher ruhig geblieben war, begann im April 1903 mit dem Pogrom von Kischinjow eine mörderische Welle von 600 Pogromen, die über 3.100 Juden das Leben kostete, mehr als 15.000 wurden verwundet. Beim nächsten Pogrom in Homel setzten sich die Juden, anders als die in Chișinău, gewaltsam zur Wehr. 1904 gab es 43 Pogrome, die mehrheitlich im Zusammenhang mit dem Russisch-Japanischen Krieg standen: Die aggressiven Rekrutierungen führten zu großer Unzufriedenheit, zudem verbreitete sich die Verschwörungstheorie, die russischen Juden würden mit den Japanern unter einer Decke stecken. Als nach russischen Verlusten 1905 eine Revolution ausbrach, eskalierte die judenfeindliche Gewalt weiter. Die zaristische Obrigkeit sah sich immer weniger imstande, Recht und Ordnung aufrechtzuerhalten. Versuche, die Revolution gewaltsam zu unterdrücken, der Kampf der Revolutionäre gegen die Obrigkeit und nicht nichtstaatliche Konterrevolutionäre ließen Gewalt alltäglich werden. Sie entlud sich oft gegen die Juden, die von der Obrigkeit, von der antisemitischen Presse und von zarentreuen Teilen der Bevölkerung als Unruhestifter hingestellt wurden. In Wahrheit gehörte nur eine Minderheit der Juden im Zarenreich der revolutionären Bewegung an. Ob die Zentralgewalt in Moskau oder ihre lokalen Vertreter für die massenhaften Pogrome verantwortlich sind, ist in der historischen Forschung umstritten.

### 20. und 21. Jahrhundert
Am 6. April 1903 fand in Bessarabien das Pogrom von Kischinjow statt, bei dem 47 Menschen starben und der vom Herausgeber der einzigen Zeitung Bessarabez (Бессарабецъ) bewusst geschürt worden war und Anzeichen einer organisierten Tat aufwies. Die Reaktion auf eine Dokumentation dieses Vorfalls in der Weltpresse war heftig, selbst innerhalb Russlands. So wurde dem Zaren im Juli 1905 eine US-amerikanische Petition übergeben, die allerdings keine Wirkung auf seine Politik hatte. Unter dem Eindruck des Ereignisses schrieb Chaim Nachman Bialik mehrere Gedichte, darunter das 1904 entstandene berühmte Gedicht Be-Ir ha-Haregah („In der Stadt des Schlachtens“). Im Jahre 1905 gab es ein weiteres Pogrom in Bessarabien mit 19 Toten.

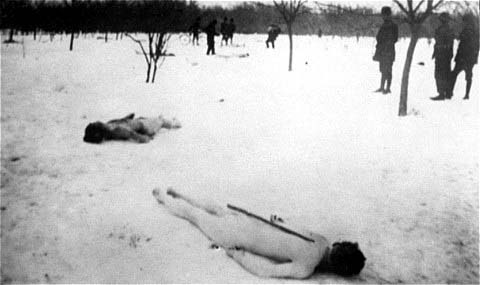
Pogrom 1941 in Bukarest

Mit der nationalsozialistischen Machtergreifung begann im Deutschen Reich die Verfolgung der Juden. Der Antisemitismus in ganz Deutschland nahm für sie existenzbedrohliche Formen an. Die Juden – wer im Deutschen Reich ab 1935 als „Jude“ galt, definierte die Erste Verordnung zum Reichsbürgergesetz – waren nach Inkrafttreten des Reichsbürgergesetzes (1935) zunehmender Diskriminierung und nationalsozialistischem Terror ausgesetzt. Die Novemberpogrome 1938 leiteten die planmäßige Vertreibung der Juden aus Deutschland ein. Im Holocaust erreichte der Antisemitismus seinen absoluten Höhepunkt.
Das Massaker von Jedwabne am 10. Juli 1941 und das Pogrom von Kielce am 4. Juli 1946 waren Pogrome in Polen.
Im Nahen Osten wurden die Juden auch noch in der Zeit nach dem Zweiten Weltkrieg verfolgt. Seit der Staatsgründung Israels herrschte in vielen arabischen Staaten im Zuge des Nahostkonflikts eine judenfeindliche Stimmung. Bei den bewaffneten Konflikten zwischen Israel und seinen arabischen Nachbarn wurden von den beteiligten Staaten bewusst judenfeindliche Ressentiments geschürt, die zu Pogromen und Massakern sowie der Vertreibung von Juden aus arabischen und islamischen Ländern führten. Beim Terrorangriff der Hamas auf Israel 2023 verübten die Angreifer am 7. Oktober 2023 das Massaker von Reʿim, bei dem mindestens 230 Juden ermordet wurden. Dies wird von verschiedenen Quellen ebenfalls als Pogrom bezeichnet.

## Ursachen
Judenpogrome haben religiöse, politische und finanzielle Ursachen, die man als „Judenfeindlichkeit“ zusammenfasst. Sie wurden oft durch judenfeindliche Mythen wie der Weltverschwörungstheorie und die Unterstellung von Ritualmorden, Brunnenvergiftungen und Hostienschändungen initiiert. Judenpogrome waren Erscheinungen des Antijudaismus in der Vergangenheit bis hinein in die Gegenwart.